# S/S Park Victory

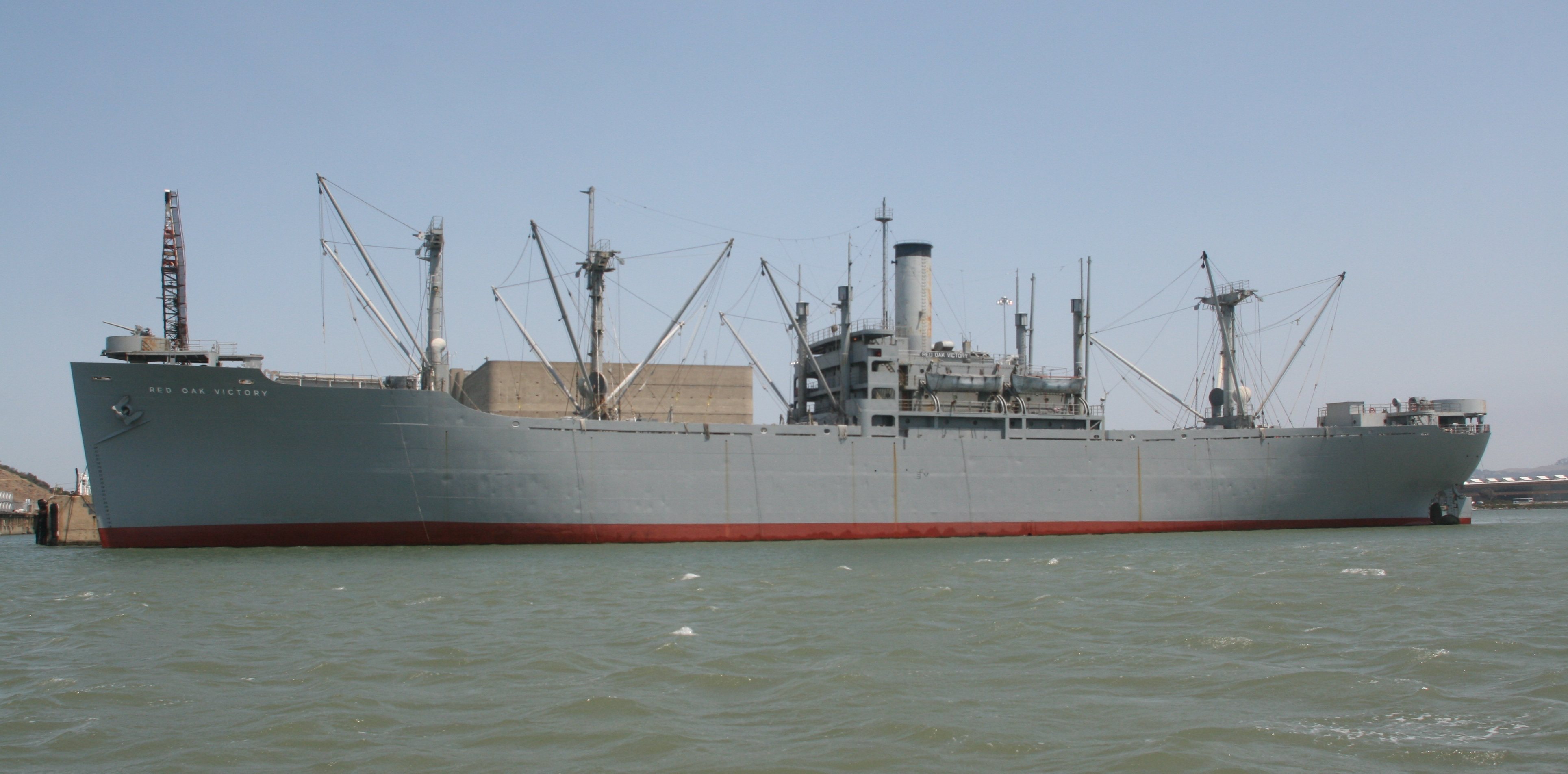
Red Oak, ett typiskt Victoryfartyg

S/S Park Victory var ett 139 meter långt ångfartyg av Victory-klass byggt 1945 som förliste vid Utö i Finland juldagen 1947.

## Historia
Fartyget var den 24 december 1947 på väg från Newport News i Virginia med en kollast till Åbo. När man var i den åboländska skärgården i höjd med Utö fick man nya order: lasten skulle till Helsingfors. Man ankrade upp för natten vid Utö. Under natten mot juldagen tilltog vinden och ankarkättingen brast. Park Victory slog mot en grynna men kunde komma loss för egen maskin. På grund av det dåliga vädret kunde ingen exakt position fastställas då man med det andra ankaret och motor försökte hålla fartyget på plats. Fartyget hamnade på grund flera gånger i stormen, brast slutligen itu och sjönk snabbt. Av fartygets 48 mans besättning föll eller hoppade 10 i det kalla vattnet och frös ihjäl eller drunknade, de övriga 38 räddades av Utöborna och fick stanna på ön till annandag jul då de fördes till Åbo. I bönhuset på Utö vittnar en tioarmad ljusstake med de döda sjömännens namn ingraverade om olyckan. På väggen finns ett tackbrev från USA:s ambassadör till utöborna.
Det tudelade vraket efter Park Victory är idag ett populärt mål för dykare. Vraket ligger på 27 till 36 meters djup en nautisk mil sydost om Utö med de brutna masternas toppar på åtta meters djup.
Efter att man iakttagit oljeläckage under flera somrar bärgades åren 1994-2000 sammanlagt ungefär 410 kubikmeter olja ur vrakets tankar.